# 나투나 제도

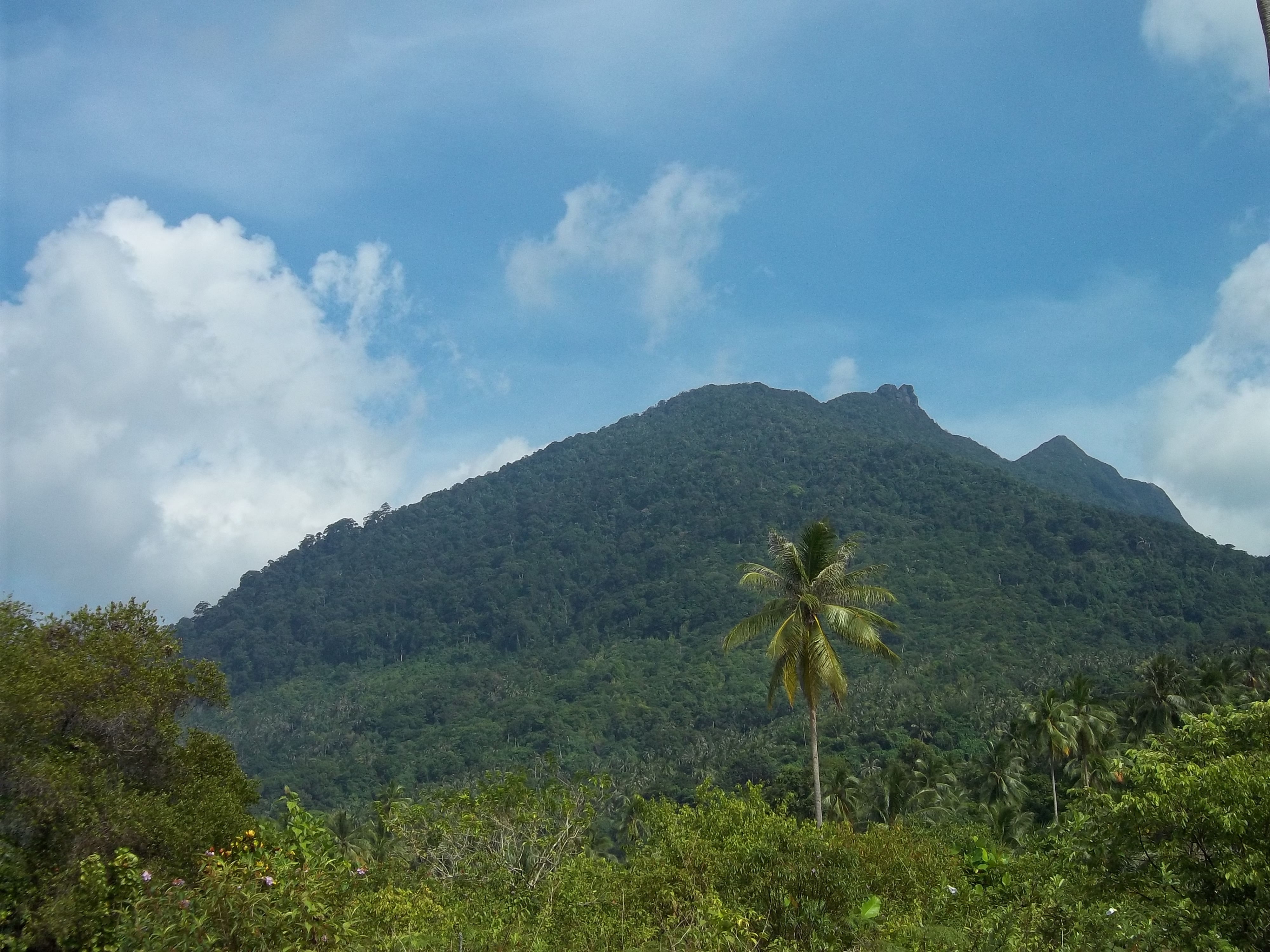

나투나 제도(인도네시아어: Kepulauan Natuna)는 보르네오해(남중국해)에 위치한 제도이며, 리아우 제도의 일부이다. 현재 인도네시아의 일원이며, 중국과 말레이시아가 영유권을 주장하고 있어 분쟁 영토로 남아 있다.